# Король минулого і майбутнього
«Король минулого і майбутнього» (англ. The Once and Future King) — квадрологія творів про короля Артура, написана британським письменником-фантастом Теренсом Генбері Вайтом у 1937—1941 роках.
До складу серії входять романи:
- 1938 — «Меч у камені» (англ. The Sword in the Stone)
- 1939 — «Відьма в лісі» (англ. The Witch in the Wood)
- 1940 — «Заплямований лицар» (англ. The Ill-Made Knight)
- 1958 — «Свічка на вітрі» (англ. The Candle in the Wind).

Для першого повного видання циклу (1958) три перші романи були істотно відредаговані, особливо другий, який отримав назву «Короліва повітря і темряви» (англ. The Queen of Air and Darkness). «Свічка на вітрі» раніше не друкувалася. Вайт початково написав і п'яту частину під назвою «Книга Мерліна», але зрештою відмовився від неї, а окремі фрагменти переніс до першого і четвертого романів. Повністю «Книгу Мерліна» (написана 1941 р., видана окремо після смерті автора)
Перша книга серії, «Меч у камені», виграла «Ретро-Г'юго» за найкращий роман у 2014 році.